# Métro de Dnipro
Le métro de Dnipro (en ukrainien : Дніпровський метрополітен, en russe : Днепровский метрополитен) est un système de transport en commun de la ville ukrainienne de Dnipro. Il a été inauguré en 1995. Dnipro est ainsi devenue la troisième (et dernière) ville d'Ukraine à posséder un métro après Kiev et Kharkiv.

## Historique
Le métro a été inauguré le 29 décembre 1995 entre les stations Komounarivska (Комунарівська, aujourd'hui nommée Pokrovskaya ou Покровская) et Vokzal (Вокзал) ; la ligne créée comporte 6 stations, sur une distance de 7,1 km.

## Le réseau
Les stations sont toutes construites sur le même modèle, seule la décoration les différencie. Toutes les stations sont situées entre 20 et 25 mètres de profondeur.L'alimentation électrique se fait par troisième rail à la tension de 825 V propre aux métros russes. Les rames circulent sur la voie à l'écartement large russe de 1 524 mm.
Le matériel roulant du métro est composé de trains de voitures des types 81-717.5 et 81-717.5M (tête) et 81-714.5 et 81-714.5M (intermédiaire). Actuellement, le parc de véhicules est composé de 45 unités, dont 18 unités de tête, en formation de trois véhicules.

## Exploitation et fréquentation
Les rames circulent de 5 h 30 à 23 h 30 avec une fréquence comprise entre 7 et 15 minutes, qui devrait dans l'avenir être portée à 5 minutes.
Depuis son inauguration la fréquentation du métro baisse régulièrement, passant de 18,2 millions de passagers la première année à 7,45 millions en 2016.

## Travaux en cours et planifiés
De nouvelles stations sont prévues dans le futur. La station Tsentralna (Центральна) devrait être achevée en 2019, portant la longueur de la ligne Pokrovska–Tsentralna à 11,8 km, mais faute de financement elle n'est pas encore ouverte. La station intermédiaire Teatralna (Театральна) doit être inaugurée 2 ans plus tard. La station est conçue pour servir de gare de correspondance avec une deuxième ligne qui sera construite à moyen ou long terme de l'autre côté du Dniepr.